# Blahovișcenka, Kameanka-Dniprovska
Blahovișcenka (în ucraineană Благовіщенка) este localitatea de reședință a comunei Blahovișcenka din raionul Kameanka-Dniprovska, regiunea Zaporijjea, Ucraina.

## Demografie
Componența lingvistică a localității Blahovișcenka
     Ucraineană (82,39%)
     Rusă (16,97%)
     Alte limbi (0,27%)
Conform recensământului din 2001, majoritatea populației localității Blahovișcenka era vorbitoare de ucraineană (82,39%), existând în minoritate și vorbitori de rusă (16,97%).